# کریستین گیریش
کریستین گیریش (آلمانی: Kristin Gierisch؛ زادهٔ ۲۰ اوت ۱۹۹۰) ورزشکار پرش سه‌گام زن اهل آلمان است.